# Ротенбург-об-дер-Таубер
Ро́тенбург-об-дер-Та́убер (нем. Rothenburg ob der Tauber), Ротенбург-над-Таубером или просто Ро́тенбург — один из наиболее популярных у туристов городов Германии, жемчужина франконского отрезка Романтической дороги. Расположен на реке Таубер.
Подчинён административному округу Средняя Франкония. Входит в состав района Ансбах. Население составляет 11 025 человек (на 31 декабря 2010 года). Занимает площадь 41,45 км². Официальный код — 09 5 71 193. Подразделяется на 38 городских районов.

## История
Название города переводится с немецкого языка как «красный замок над Таубером». Поселение предположительно возникло в X веке, а замок (давший городу название) был построен в последней трети XI века графом Комбург-Ротенбургским. Последний представитель графского рода, Генрих (ум. 1108), завещал свои земли (включая Ротенбург) Комбургскому монастырю, однако император Генрих V, отказавшись утвердить право наследования, через 8 лет пожаловал Ротенбург своему племяннику Конраду Швабскому. Таким образом молодой город стал владением Штауфенов. 

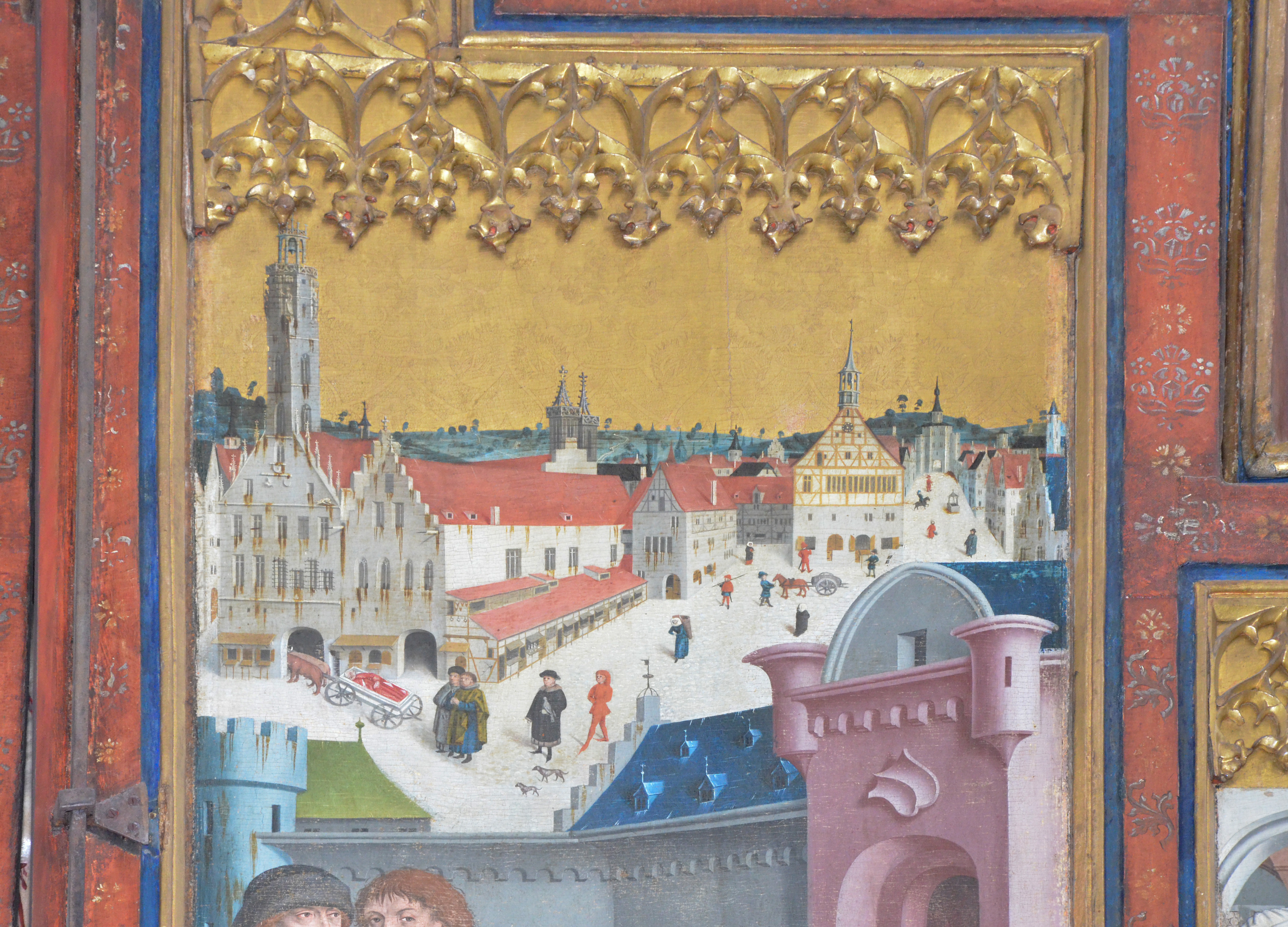
Рыночная площадь в 1466 году. Деталь алтаря Герлина в церкви св. Иакова.

В 1137 году Конрад стал королём Германии и перевёл свой двор в Ротенбург. На момент смерти Конрада его сыну Фридриху было всего восемь лет, поэтому корона перешла к его двоюродному брату — Фридриху Барбароссе. «Дитя Ротенбурга» (как называли сына Конрада) был здесь воспитан и со временем получил прозвище Красивого. Герцог Фридрих держал в Ротенбурге великолепный двор; здесь же была сыграна его свадьба с дочерью Генриха Льва. В 1172 году Ротенбург получил права города и стал обстраиваться укреплениями. В 1250 г. был заложен первый камень в фундамент готической ратуши.
С 1274 по 1803 годы Ротенбург имел статус вольного имперского города и находился под управлением богатых бюргеров. В 1311 г. Тевтонский орден (один из четырёх церковных орденов, имевших свои представительства в городе) заложил главную церковь св. Иакова. В 1352 г. за Ротенбургом было признано право самостоятельно вершить суд над преступниками. Обе линии городских оборонительных сооружений сильно пострадали от землетрясения 1356 года, разрушившего и «Красный замок» Штауфенов.
«Золотым веком» средневекового Ротенбурга стало время бургомистрства Генриха Топлера (рубеж XIV и XV веков). В это время в пределах городских стен проживало 5500 человек и ещё около 14 000 — в окрестностях, что позволяет включить Ротенбург в двадцатку крупнейших городов Германии того времени. Ощутимый доход городу приносили паломники, которые посещали город, чтобы поклониться реликвии — трём каплям крови Христа.
Серьёзным испытанием для ротенбургцев стало время Реформации. После ряда лет отправления протестантского культа Ротенбург вернулся в 1525 г. в лоно католической церкви. В 1520 г. из города было изгнано еврейское население, синагога и еврейское кладбище были разрушены. На этом закончилась история ротенбургского еврейства, к которому принадлежал знаменитый раввин Меир.
Во время Тридцатилетней войны город был взят в 1631 г. графом Тилли. По преданию, когда генерал приговорил к смерти всех членов городского совета и распорядился сжечь город, ротенбургцы попытались задобрить его, приподнеся 3,25-литровый бокал франконского вина. Тилли сказал, что отменит своё решение о разрушении города, если кто-нибудь из местных жителей сможет осушить бокал за один раз. С этой задачей справился бургомистр Георг Нуш.
В 1634 г. Ротенбург обезлюдел из-за вспышки бубонной чумы, а в 1645 г. был осаждён, обстрелян и взят французскими войсками. По условиям Вестфальского мира (1648) обедневший город был вынужден заплатить 50000 гульденов контрибуции, которые ему пришлось взять в долг. После ухода французов (1650) Ротенбург потерял былое значение и, будучи не в состоянии вести новое строительство, застыл (как и многие города Романтической дороги) в своём средневековом облике.

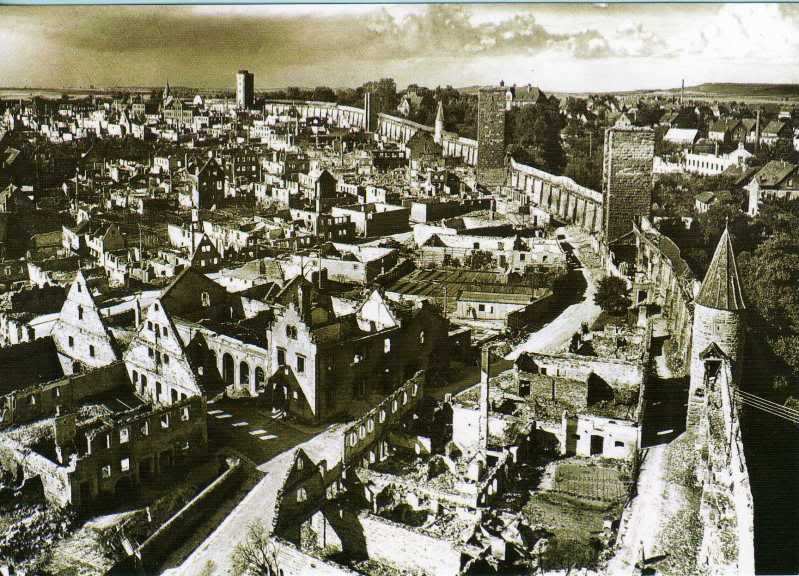
Ротенбург-на-Таубере после бомбардировки, 1945 год

В преддверии ликвидации Священной Римской империи (1803) вольный город Ротенбург было решено включить в состав Баварского королевства.
В 1877 г. в провинциальный городишко заехал популярный в то время пейзажист Ойген Брахт, который был впечатлён увиденным и поведал о местных красотах другим немецким романтикам. С этого время началось возрождение Ротенбурга в качестве туристического центра. Особенно продвигала Ротенбург как «самый немецкий из городов» нацистская организация «Сила через радость», субсидировавшая туры немцев в этот город. В октябре 1938 г. городские власти запретили проживать в черте города лицам еврейской национальности.
Во время бомбардировки 31 марта 1945 г. 16 самолётов союзников разрушили 306 зданий в восточной части города, включая 600-метровый отрезок городской стены с девятью дозорными башнями. После Второй мировой войны пострадавшая часть города была восстановлена по сохранившимся фотографиям. По разным оценкам, от 30 % до 40 % «старинных» зданий Ротенбурга представляют собой послевоенные муляжи. В 1988 г. были установлены побратимские связи между Ротенбургом и Суздалем. В 2010 г. в Ротенбурге проходили съёмки экранизации романа «Гарри Поттер и Дары Смерти».

## Достопримечательности

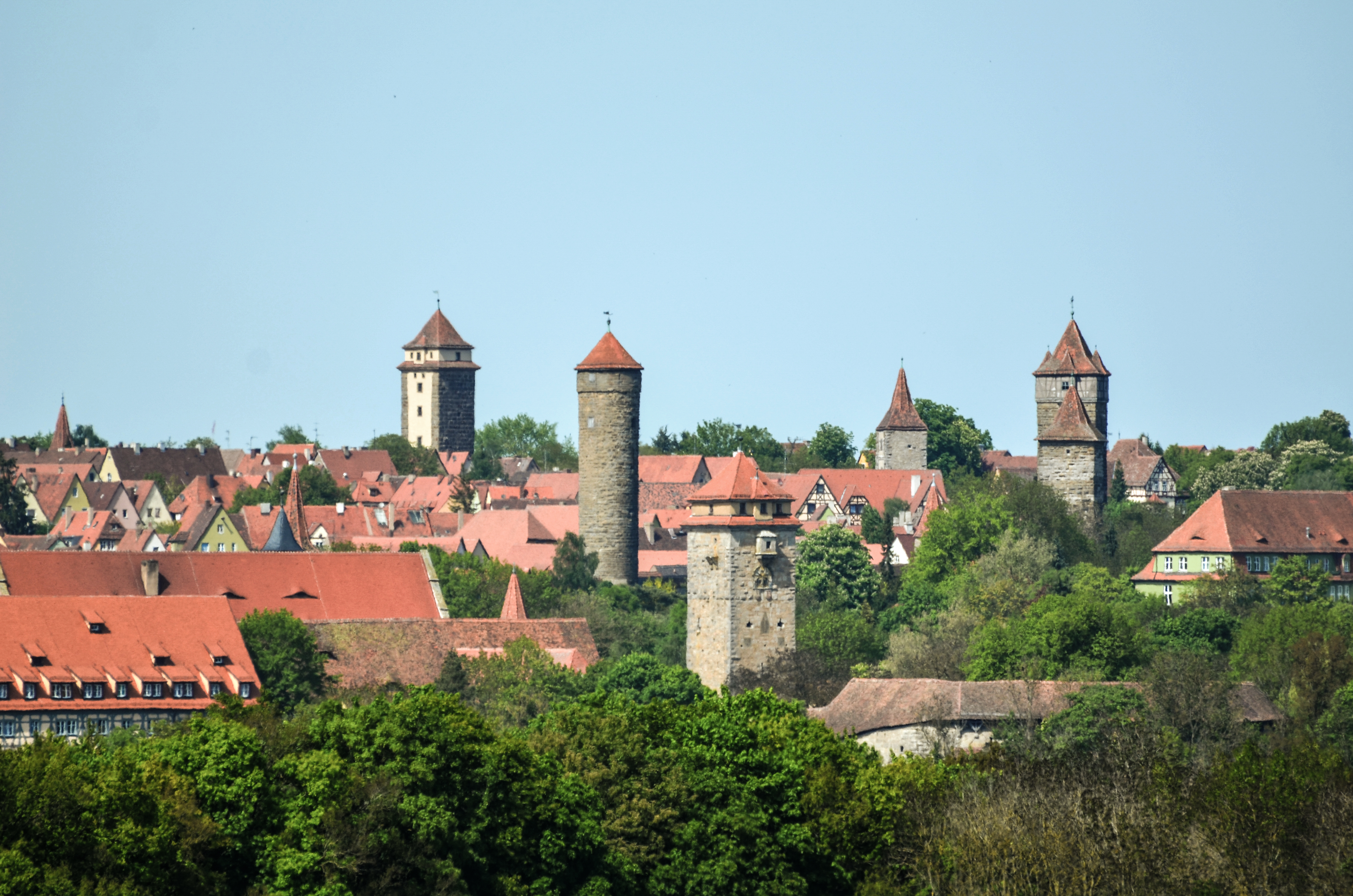
Вид города с юга

- Ратуша с 60-метровой башней на Рыночной площади. Здание сочетает в себе готический стиль и стиль ренессанса. Перестроена после того, как пожар 1501 года уничтожил левое крыло средневекового здания. С крохотной смотровой площадки Ратушной башни открывается лучший вид на весь город.
- Церковь св. Иакова — главный храм Ротенбурга. Неф строился с 1373 по 1436 годы, западные хоры — с 1450 по 1471 годы. Храм освящён вюрцбургским епископом в 1484 году. Внутри примечательны алтарь Двенадцати Апостолов работы художника Герлина[англ.] (1466) и алтарь Святой Крови (1499—1505), который считается главным шедевром ренессансного скульптора Рименшнейдера. Согласно преданию, в последнем хранятся три капли крови Иисуса Христа, которые помещены в хрустальную капсулу, вмонтированную в золочёный крест. Прямо за церковью находится ренессансное здание школы с многоугольной лестничной башенкой, увенчанной луковичным куполом (архитектор Л. Вейдман, 1589-92).
- Плёнляйн — треугольная вытянутая площадь со множеством сувенирных лавочек, соединяющая город с долиной Таубера. В старину здесь торговали рыбой. Поблизости расположено несколько средневековых проездных башен, на фоне которых любят фотографироваться туристы.
- Городская стена с десятью башнями, построенная преимущественно в промежутке между 1360 и 1388 годами. Это одна из немногих городских стен Центральной Европы, дошедших до XX века без значимых утрат. Аналоги меньшей протяжённости сохранились в Нёрдлингене и Динкельсбюле.
- Краеведческий музей[нем.] (до 2019 г. — Музей имперского города), где представленo всё, что из века в век создавалось в вольном имперском городе Ротенбурге: живопись, скульптура, мебель, оружие, сельскохозяйственные и ремесленные орудия труда, игрушки. Музей находится в бывшем доминиканском женском монастыре, основанном ещё в XIII веке.
- Музей средневекового уголовного судопроизводства рассказывает о том, как пытали, судили и наказывали правонарушителей в XII-XVIII вв. Здесь можно увидеть деревянные «воротники» для дам, металлические маски позора в виде свиного рыла, с хоботом, длинным языком и пр., «пьяную бочку», в которую замуровывали трактирных завсегдатаев, пояса целомудрия, стулья с шипами и другие орудия истязаний и атрибуты позора. К зданию музея примыкает зальная церковь Св. Иоанна, построенная иоаннитами на рубеже XIV и XV вв.
- Домик ремесленников был заложен в 1270 году. На протяжении 700 лет в этом здании (не раз перестраивавшемся) жили мастера самых разных ремесел: бондари, красильщики, лудильщики, горшечники, корзинщики, мыловары, оловянщики и каменщики. Долгие годы в доме жил отшельник, не принимавший благ цивилизации — водопровода и электричества. Сегодня 11 комнат музея воспроизводят обстановку жилищ мастеров, и рассказывают о ремеслах, которыми они занимались. Комнаты и комнатки с низкими потолками обставлены в стиле прошлых веков, например: каморка подмастерья с необычным спальным местом, кухня с открытым огнём, горница, неодинаковые кафельные плитки, изготовленные на гончарном круге в XIV веке. Колодец 14 метров глубиной, оборудованный внутри дома, мог бы обеспечивать его жителей водой даже сегодня.[6]
- Музей Рождества («Рождественская деревня» Кэти Вольфарт[англ.]) — магазин новогодних и рождественских украшений, который состоит из пяти соединённых переходами фахверковых домов. Представлены, в частности, ёлочные украшения, щелкунчики, рождественские пирамиды. К впечатляющему декору можно отнести и пятиметровую рождественскую ёлку.
- Францисканская церковь считается старейшей в городе. Участками на монастырском кладбище владели почти все патрицианские семейства города. Многие сокровища храма ныне утрачены или находятся в музеях. Из нескольких работ Рименшнейдера в церкви сохранился только алтарь со сценами страстей Христовых.
- Церковь Святого Вольфганга (1475—1493) расположена к северу от северных ворот Клингентор. Построена на средства местных пастухов. Внутри — экспозиция, посвящённая овцеводству в долине Таубера.
- У южной оконечности старого города находится ансамбль средневековой городской больницы. В нём господствует госпитальная церковь Св. Духа (ныне протестантская) — узкий зальный храм с единственным нефом (ок. 1280, реконструирован в 1591 г.) Достойны внимания также сад и необычное здание кухни конца XVI века.
- Малый замок Топлера[нем.] — отдельно стоящий летний башенный дом бургомистра Топлера (1388) с мебелью XVI—XIX веков. Поскольку во время половодья окружающий луг бывал затоплен, для входа в здание построили специальный каменный мост. Средневековых жилищ такого типа в других городах практически не сохранилось.
- Двойной мост через Таубер[англ.] на дороге, соединяющей Аугсбург с Вюрцбургом, был построен около 1330 года. Реставрировался после разрушений в конце XX века, в 1925 и 1955 годах.
- Капелла Св. Власия, сохранившаяся от замка Штауфенов, разрушенного землетрясением в 1356 году. Сейчас на месте замка — Крепостной сад.

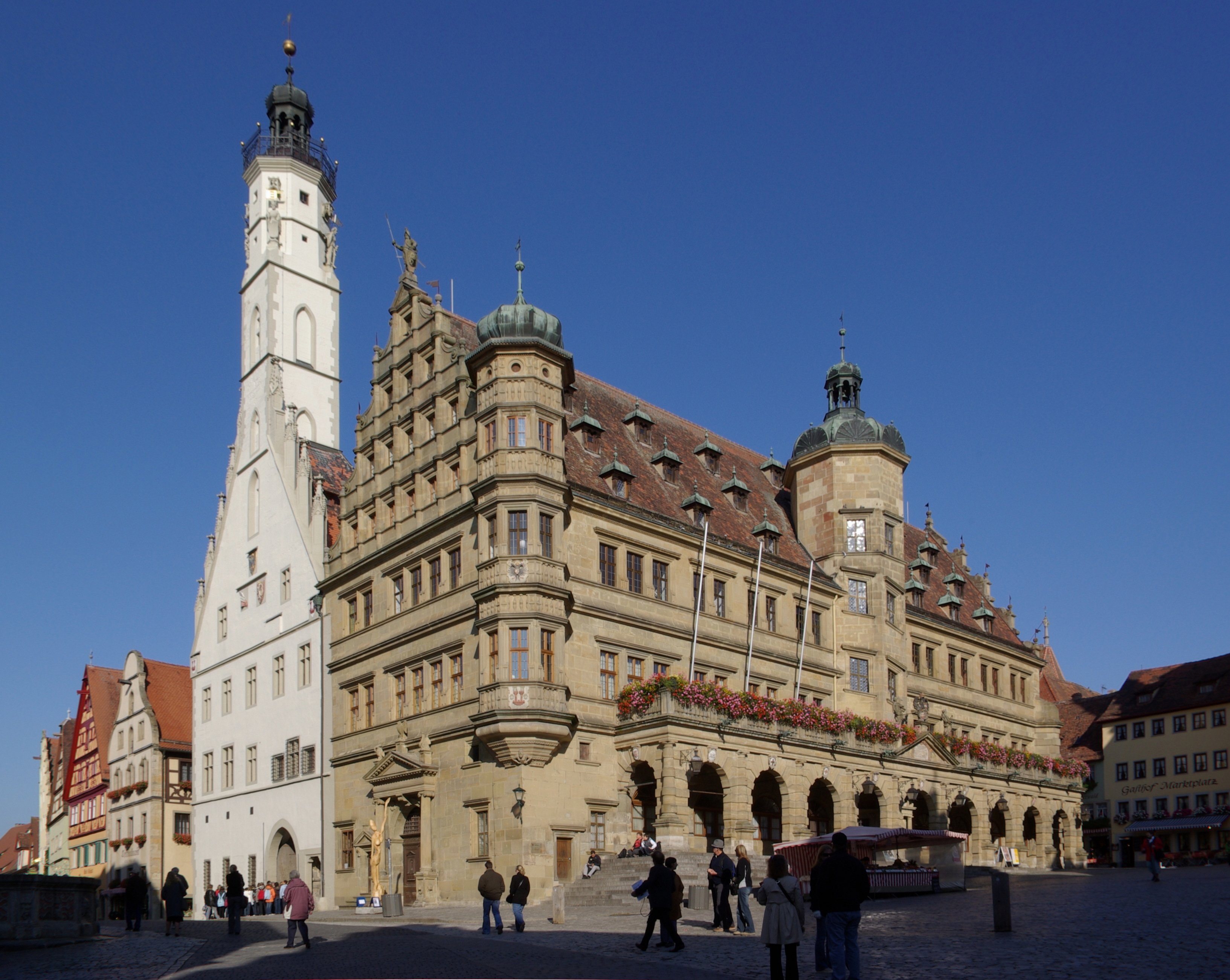
Ратуша с башней
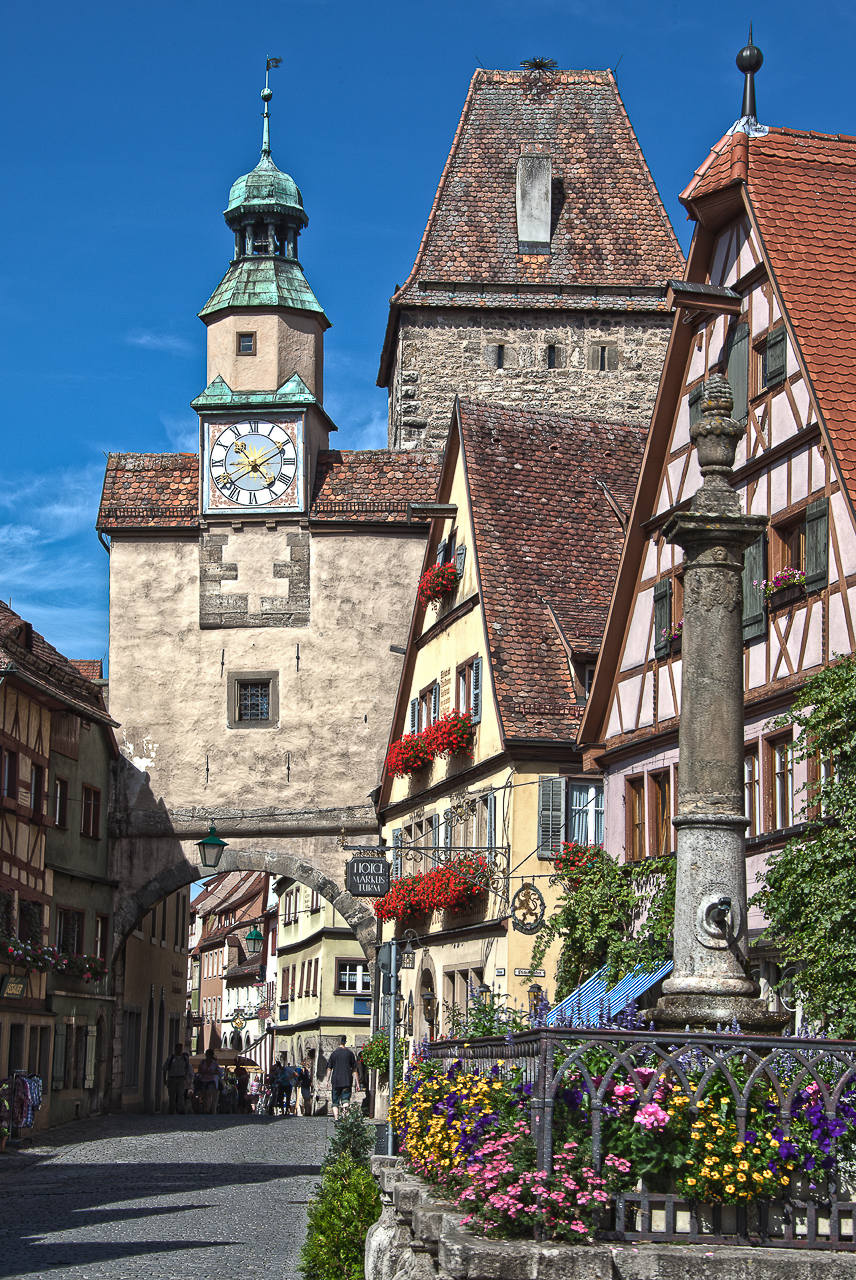
Уголок старого города
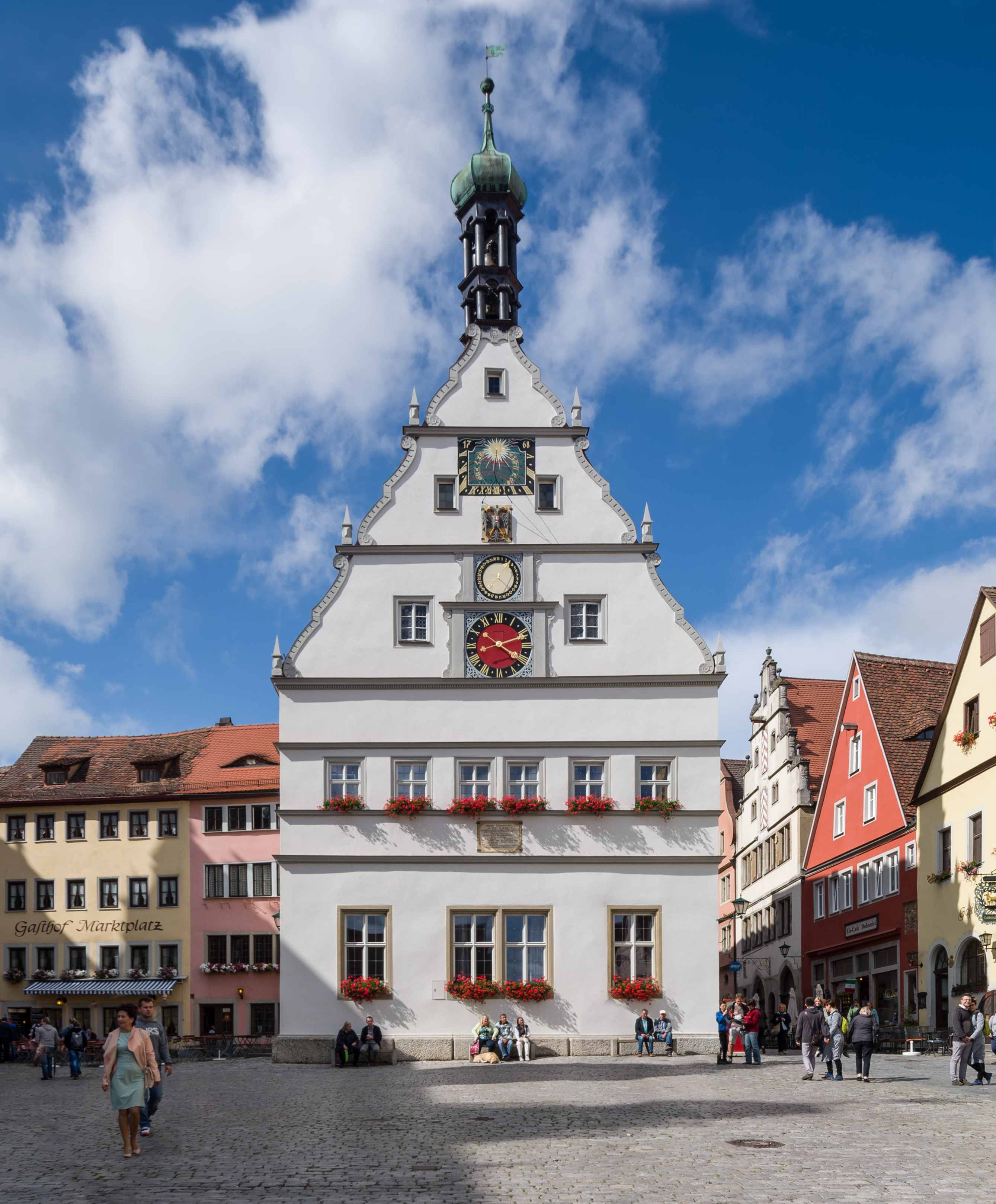
«Трактир господ советников» (Ratstrinkstube) 1446 года постройки
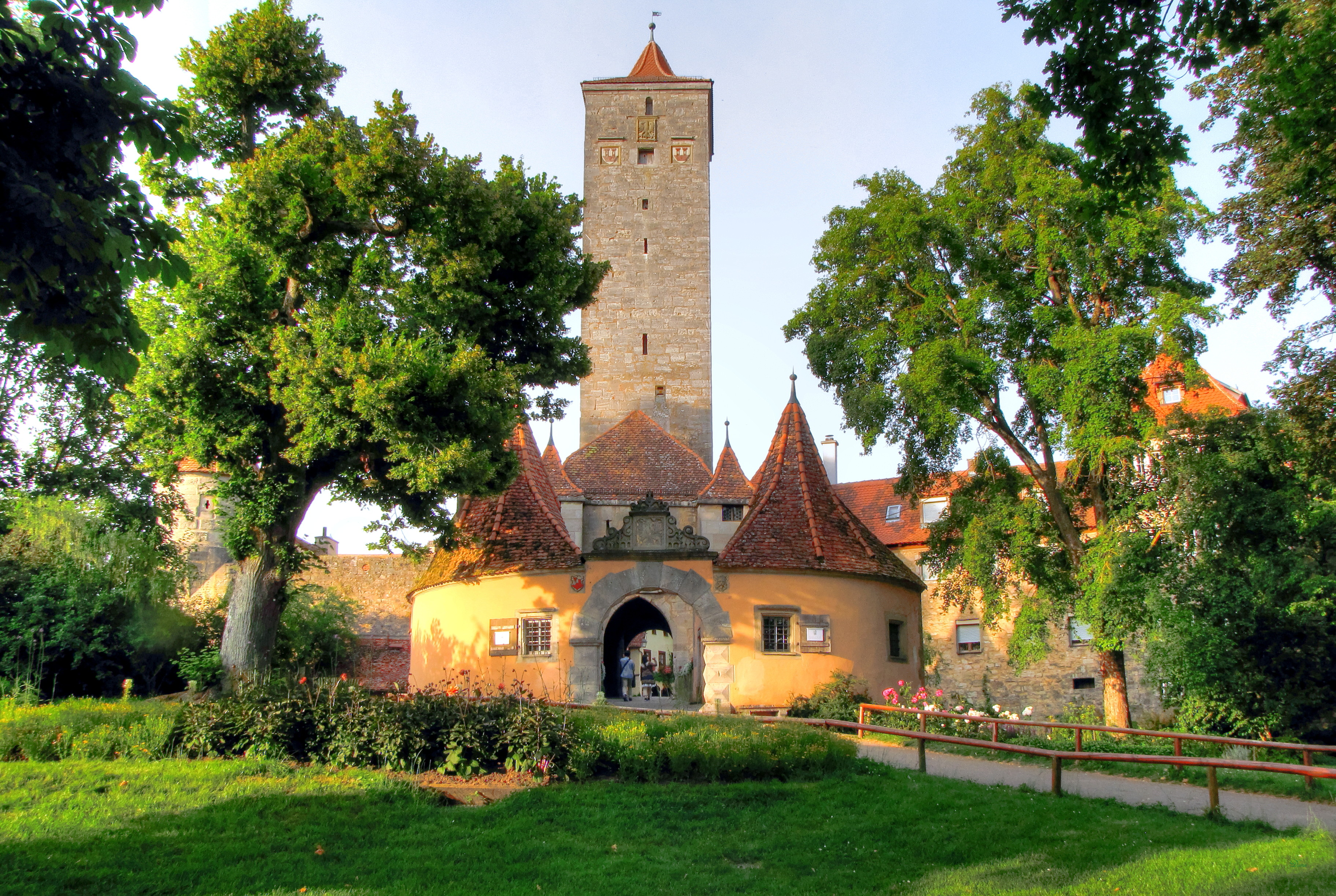
Бургтор — ворота, которые соединяли город с замком правителей

## Традиции
- История «мастерского глотка»[нем.] бургомистра Нуша (см. выше) инсценируется каждый год на Пятидесятницу. Это действо внесено ЮНЕСКО в список нематериального культурного наследия.
- Трёхдневный фестиваль популярной музыки проходит каждый год в августе.
- В течение последних 300 лет специалитетом этого района Франконии считаются «снежные шары» — десерт наподобие «хвороста» из запечённых теста, шоколада и орехов.

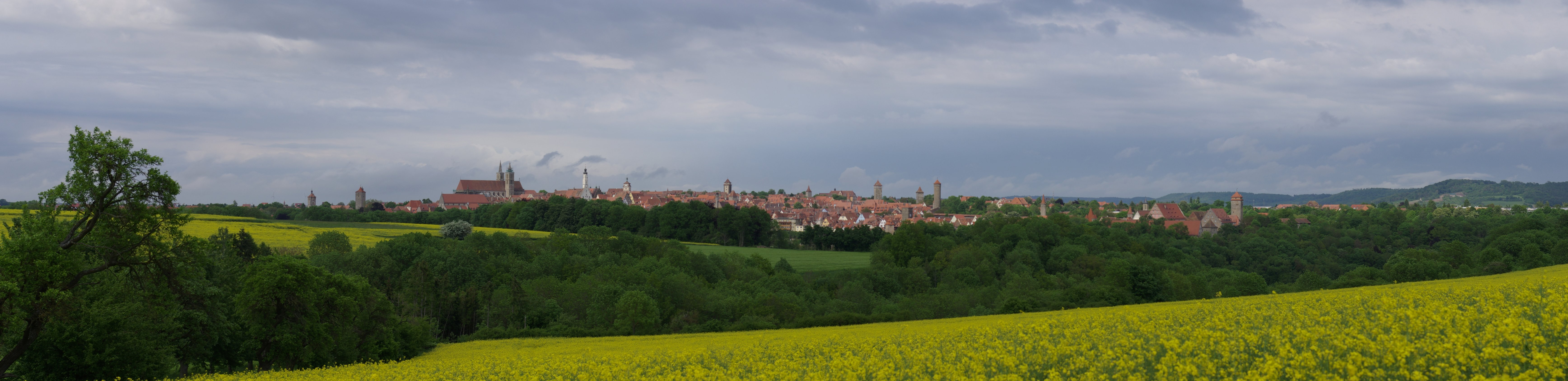
Панорама города со стороны долины Таубера

## Население
По оценке на 31 декабря 2015 года население общины Ротенбург-об-дер-Таубер составляет 11 041 чел. 

| Дата      | 1840 | 1871 | 1900 | 1925 | 1939 | 1950  | 1961  | 1970  | 1987  | 2011  |
| --------- | ---- | ---- | ---- | ---- | ---- | ----- | ----- | ----- | ----- | ----- |
| Население | 5948 | 6121 | 8687 | 9572 | 9828 | 12152 | 11756 | 12267 | 11059 | 10953 |

| Год       | 1960  | 1970  | 1980  | 1990  | 2000  | 2009  | 2010  | 2011  | 2012  | 2013  | 2014  | 2015  |
| --------- | ----- | ----- | ----- | ----- | ----- | ----- | ----- | ----- | ----- | ----- | ----- | ----- |
| Население | 11686 | 12248 | 11882 | 11521 | 11708 | 11053 | 11025 | 10918 | 10898 | 10926 | 10979 | 11041 |